# Melvin (Michigan)
Melvin – wieś w Stanach Zjednoczonych, w stanie Michigan, w hrabstwie Sanilac.